# Istiodactylus
Istiodactylus é um gênero de pterossauros que viveram durante o período Cretáceo Inferior cerca de 120 milhões de anos atrás. Seu primeiro fóssil foi descoberto em 1887 na Ilha de Wight, no Reino Unido, tendo seu holótipo sido declarado em 1901 pelo paleontólogo inglês Harry G. Seeley.
O Istiodactylus era um grande pterossauro; as estimativas de sua envergadura variam de 4,3 a 5 metros. Seu crânio tinha cerca de 45 centímetros de comprimento e era relativamente curto e largo para um pterossauro. A frente do focinho era baixa e romba e apresentava um semicírculo de 48 dentes. Os dentes triangulares estavam bem espaçados, entrelaçados e formavam um contorno "afiado". A mandíbula inferior também tinha uma projeção semelhante a um dente que ocluía com os dentes. O crânio tinha uma abertura naso-antorbital muito grande (que combinava a fenestra anterorbital e a abertura para a narina óssea) e uma cavidade ocular delgada. Algumas das vértebras foram fundidas em um notário ao qual as omoplatas se conectavam. Ele tinha membros anteriores muito grandes, com uma membrana de asa distendida por um dedo de asa longo, mas os membros posteriores eram muito curtos.
Até o século XXI, Istiodactylus era o único pterossauro conhecido do seu tipo, e foi colocado em sua própria família, Istiodactylidae, dentro do grupo Ornithocheiroidea. O Istiodactylus difere de outros de seu grupo por ter um crânio proporcionalmente mais curto. Os dentes característicos do Istiodactylus indicam que ele era um necrófago que pode ter usado seus dentes para separar pedaços de carcaças grandes como se fosse um cortador de biscoitos. As asas do Istiodactylus podem ter sido adaptadas para voar alto, o que o teria ajudado a encontrar carcaças antes dos carnívoros terrestres. Istiodactylus é um membro conhecido da Formação Wessex e na parte mais tardia da Formação Vectis, que representavam ambientes fluviais e costeiros que foram compartilhados com vários pterossauros, dinossauros e outros animais.

## História da descoberta

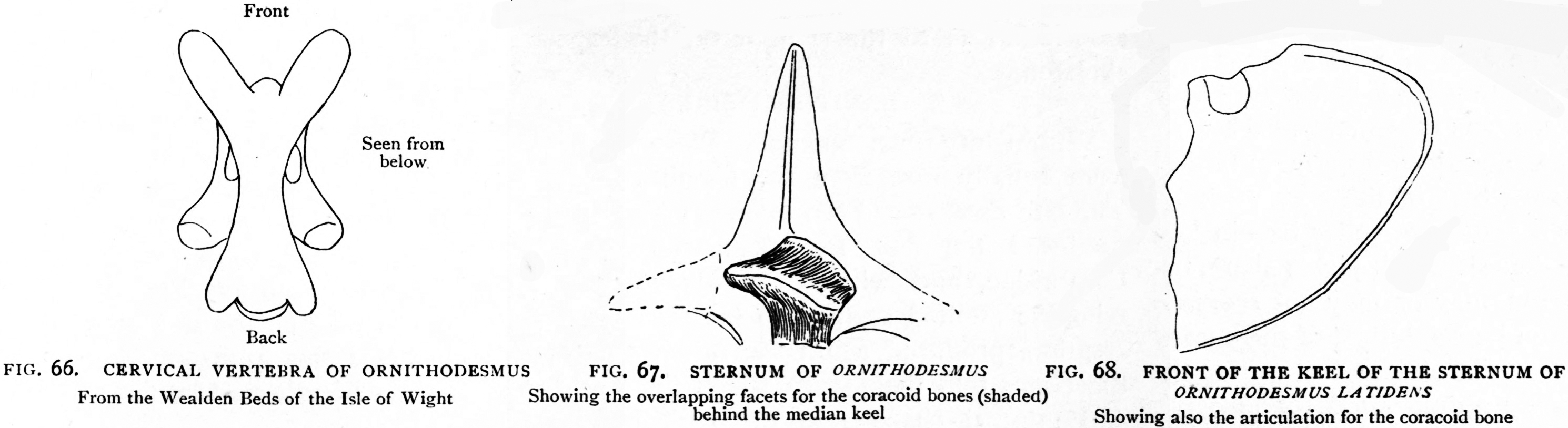
Vertebra do pescoço e elementos do esterno do espécime holótipo (NHMUK R176), como mostrado por Seeley em 1901

Em 1887, o paleontólogo britânico Harry G. Seeley descreveu um achado fóssil de um sinsacro (vértebras fundidas anexadas à pelve) na Formação Wessex da Ilha de Wight, uma ilha na costa do sul da Inglaterra. Embora ele o comparasse com os de dinossauros e pterossauros, ele concluiu que pertencia a um pássaro (embora mais parecido com um dinossauro do que qualquer pássaro conhecido), que ele chamou de Ornithodesmus cluniculus. O geólogo britânico John W. Hulke sugeriu mais tarde naquele ano que Ornithodesmus era um pterossauro, achando-o semelhante a fósseis que ele tinha visto antes, mas Seeley discordou. Em seu livro Dragons of the Air de 1901, o primeiro sobre pterossauros a ficar popular, Seeley relatou outro espécime (NHMUK R176 no Museu de História Natural de Londres), encontrado pelo Reverendo William Fox em Atherfield na Ilha de Wight e adquirido pelo Museu Britânico em 1882. O espécime NHMUK R176 foi atribuído à espécie Ornithocheirus nobilis pelo naturalista inglês Richard Lydekker em 1888, mas Seeley o considerou outra espécie do gênero Ornithodesmus, que ele agora considerava como um pterossauro. Seeley chamou a nova espécie de O. latidens; latus significa "largo" em latim e antro significa "dente", um nome originalmente usado por Fox e seus amigos. Seeley presumivelmente atribuiu a nova espécie ao gênero existente devido às semelhanças entre seus sacros, mas com pouca explicação.
O espécime NHMUK R176 é um esqueleto mal preservado que consiste na parte posterior do crânio, uma vértebra do pescoço, o esterno, o sacro, o úmero direito, o notário, o úmero esquerdo, parte do rádio e ulna, carpais, metacarpos e ossos da falange da asa. Embora Seeley não tenha designado como um holótipo de espécime para O. latidens, ele descreveu e ilustrou partes do NHMUK R176, o que torna a nomenclatura de 1901 válida, de acordo com a Comissão Internacional de Nomenclatura Zoológica, e o espécime é considerado o holótipo até hoje. Pesquisadores posteriores ficaram perplexos pelo fato de Seeley ter descrito as mandíbulas e os dentes de O. latidens e batizado com o nome deste último, quando o único espécime disponível em 1901, NHMUK R176, parece não ter esses elementos. Apenas a parte de trás do crânio foi listada como presente por Lydekker em 1888, mas havia rumores de que um conjunto de mandíbulas havia sido perdido da coleção de Fox, então é possível que Seeley as tivesse examinado antes disso.
Em 1913, o paleontólogo amador britânico Reginald W. Hooley descreveu mais dois espécimes de O. latidens, coletados do mar após uma queda de rochas perto de Atherfield Point na Ilha de Wight em 1904, originários da Formação Vectis. O primeiro deles, NHMUK R3877, foi coletado em três blocos e consistia em um crânio, pescoço e vértebras do tronco, uma omoplata, um ísquio e partes dos membros anteriores. O segundo espécime, NHMUK R3878, foi coletado em um bloco e inclui partes da cintura escapular e membros anteriores. Esses espécimes representam os restos mais completos de pterossauros do Cretáceo encontrados na Inglaterra, e NHMUK R3877 foi um dos únicos esqueletos de pterossauros preservados tridimensionalmente durante grande parte do século XX (ossos de pterossauros são frequentemente fósseis de compressão achatados). Hooley discutiu O. latidens em detalhes e colocou o gênero Ornithodesmus em sua própria família, Ornithodesmidae. Seu artigo terminou com uma discussão em que o paleontólogo Charles William Andrews expressou dúvidas sobre o O. latidens pertencer ao gênero Ornithodesmus, já que as vértebras do espécime em que o gênero se baseou diferiam marcadamente daquelas do espécime de Hooley. O paleontólogo americano Samuel W. Williston posteriormente revisou o artigo de Hooley, discordando de algumas de suas conclusões sobre a anatomia e classificação do animal. Após a monografia de Hooley, pouco foi escrito sobre o animal pelo resto do século XX, e nenhum pterossauro semelhante foi encontrado por décadas.

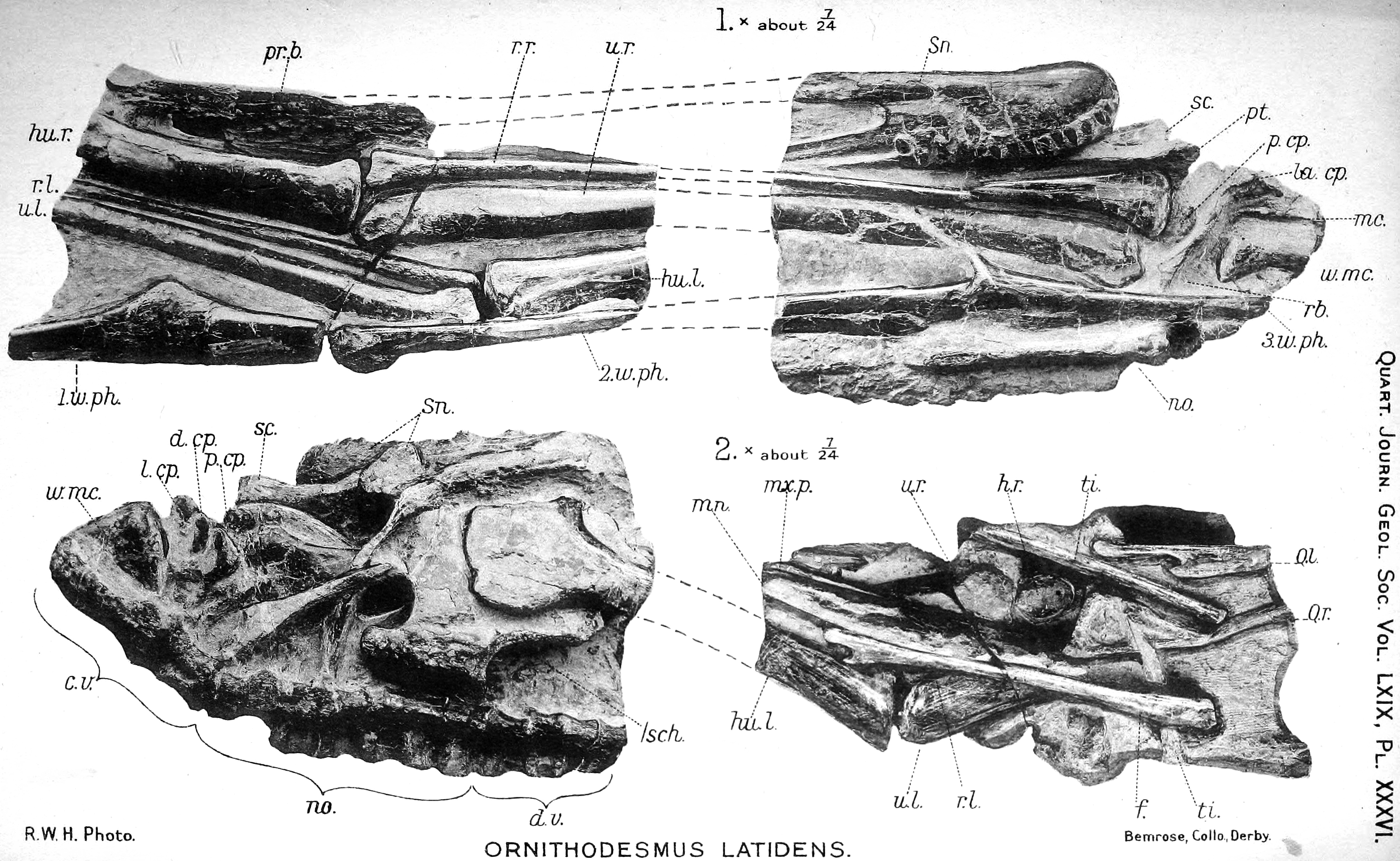
Blocos de espécimes NHMUK R3877 e NHMUK R3878 fotografados antes da preparação completa, com ossos de membros, esterno e ísquio de NHMUK R3877 (inferior direito)

Em 1993, os paleontólogos britânicos Stafford C. Howse e Andrew C. Milner concluíram que o sacro do holótipo e único espécime de O. cluniculus não pertencia a um pterossauro, mas a um dinossauro maniraptorano (esta conclusão também tinha sido alcançada independentemente pelo paleontólogo britânico Christopher Bennett). Eles apontaram que nenhuma tentativa detalhada tinha sido feita para comparar o sacro de O. cluniculus com os dos pterossauros, e que O. latidens tinha sido tratado como a espécie-tipo do gênero Ornithodesmus, com um escritor até mesmo tratando da espécie original como sinônimo do mais novo. Como espécie definida de pterossauros, "O." latidens, portanto, exigia um novo nome de gênero. Em 2001, Howse, Milner e David Martill mudaram "O." latidens para o novo gênero Istiodactylus; o nome é derivado do grego istion, "vela", e daktylos, "dedo", referindo-se às asas de grandes pterossauros. Eles também chamaram a nova família de Istiodactylidae, com Istiodactylus como o único membro.
Espécimes adicionais de Istiodactylus foram encontrados mais tarde na Ilha de Wight, incluindo IWCMS 2003.40, um fragmento dentário que pode ter pertencido a um animal jovem, e dentes isolados encontrados por meio de lavagem de tela de 2002 em diante. Durante o início do século XXI, novos fósseis de membros do grupo de Istiodactylus foram relatados na China. Em 2006, Brian Andres e Ji Qiang nomearam uma segunda espécie de Istiodactylus, I. sinensis, da Formação Jiufotang da China (do grego sino, relativo à China), com base em um esqueleto parcial. Eles descobriram semelhanças com I. latidens, embora este fosse muito menor, com uma envergadura de 2,7 metros e mais dentes. Em 2006, Lü Junchang e colegas concluíram que o I. sinensis era um sinônimo júnior Istiodactylidae de Nurhachius ignaciobritoi da mesma formação. Em 2008, Lü e seus colegas descobriram que o Longchengpterus zhaoi era a espécie irmã de I. sinensis e sugeriram que essas duas poderiam ter pertencido à mesma espécie.

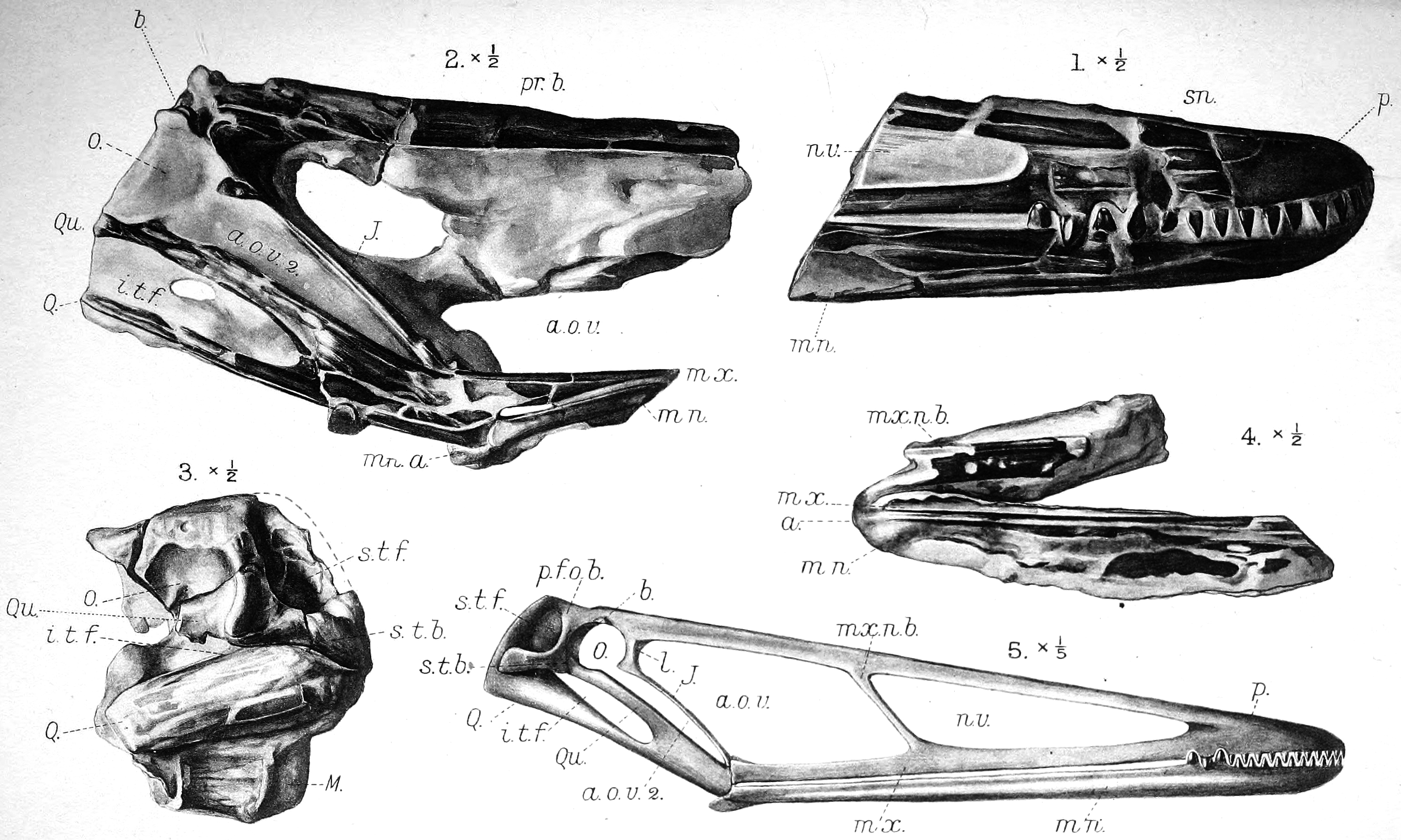
Elementos de crânio de NHMUK R3877 e R176, com reconstrução de crânio de mandíbula longa de Reginald Hooley em 1913

Em 2012, o paleontólogo britânico Mark P. Witton relatou a "redescoberta" de uma mandíbula que pertencia ao espécime NHMUK R3877, encontrada enquanto ele visitava o museu para fotografar o crânio. A peça havia sido esquecida em uma gaveta por um século, talvez removida logo após o artigo de Hooley de 1913, e aparentemente só foi totalmente preparada décadas depois. Embora Hooley tenha incluído uma ilustração da peça, ela não foi incorporada em sua reconstrução do crânio, e o comprimento do crânio que ele propôs foi consequentemente repetido por outros pesquisadores. Witton tentou encaixar o crânio para ver se a peça redescoberta seria um elemento de ponte e buscou a confirmação de outros pesquisadores de pterossauros no museu. Ele concluiu que a mandíbula representava quase toda a parte faltante do crânio (poderiam estar faltando apenas alguns milímetros) e sugeriu que o crânio seria muito mais curto do que se pensava anteriormente, tornando I. latidens muito distinto de outros membros do gênero.
A reconstrução do crânio atualizada de Witton era diferente o suficiente do crânio de I. sinensis para ele concluir que eles não pertenciam ao mesmo gênero, mas ele desaconselhou colocar I. sinensis em seu próprio gênero. Witton apontou que as duas espécies de Istiodactylus foram agrupadas com Liaoxipterus brachyognathus em estudos anteriores e que I. sinensis pode ter sido uma espécie do gênero Liaoxipterus, ou mesmo a mesma espécie, uma vez que foram encontrados na mesma formação e tinham poucas diferenças. Ele reteve provisoriamente a taxonomia existente, aguardando uma investigação mais aprofundada da questão. Witton afirmou que o espécime de Istiodactylus NHMUK R3877 continua sendo o esqueleto mais bem preservado do gênero, e que alguns detalhes da anatomia do grupo são conhecidos apenas a partir dele.
Howse e seus colegas sugeriram em 2001 que as mandíbulas do holótipo agora ausentes de I. latidens podem ser o espécime CAMMZ T706, que foi reconhecido em 1982 pela paleontóloga inglesa Jenny A. Clack, mas não tinha história documentada antes de meados da década de 1960. Em 2021, o paleontólogo russo Alexander O. Averianov e colegas sugeriram que as extremidades frontais de um focinho típico do gênero e a mandíbula do espécime SGM 1810-01 no Museu Geológico Estatal Vernadsky, em Moscou, também poderia ser o holótipo ausente, uma vez que a análise de pólen da sua matriz mostrou que ele provavelmente veio da Formação Vectis, onde I. latidens foi encontrado. Pode ter entrado na coleção russa quando um curador deste museu, o geólogo Alexey Pavlov e sua esposa, a paleontóloga Maria V. Pavlova, visitaram a Inglaterra em 1888 para o Congresso Geológico, e novamente em 1891, possivelmente adquirindo o espécime então. Averianov e colegas realizaram tomografias computadorizadas na amostra, revelando seus detalhes anatômicos.

## Descrição

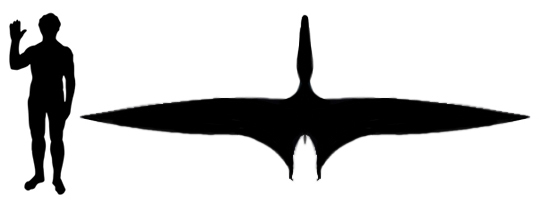
Tamanho comparado ao homem

Istiodactylus era um pterossauro bastante grande, com estimativas de sua envergadura variando de 4,3 a 5 metros. Isso o torna o maior membro conhecido de sua família, Istiodactylidae. Alguns fragmentos de ossos de asas de pterossauros isolados que podem pertencer a este gênero indicam uma envergadura de até oito metros. O crânio mais completamente conhecido é fragmentário, mas acredita-se que tenha cerca de quarenta e cinco centímetros de comprimento, com base em um fragmento perdido de sua mandíbula relatado em 2012. Antes disso, o crânio tinha sido estimado em cinquenta e seis centímetros de comprimento. Com 28,5 centímetros, as mandíbulas tinham menos de 80% do comprimento do crânio, que é curto para um um pterossauro da infraordem Pterodactyloidea. Como um pterossauro, Istiodactylus teria sido coberto por picnofibras semelhantes a pelos e apresentava extensas membranas nas asas, que foram distendidas por um longo dedo asa.

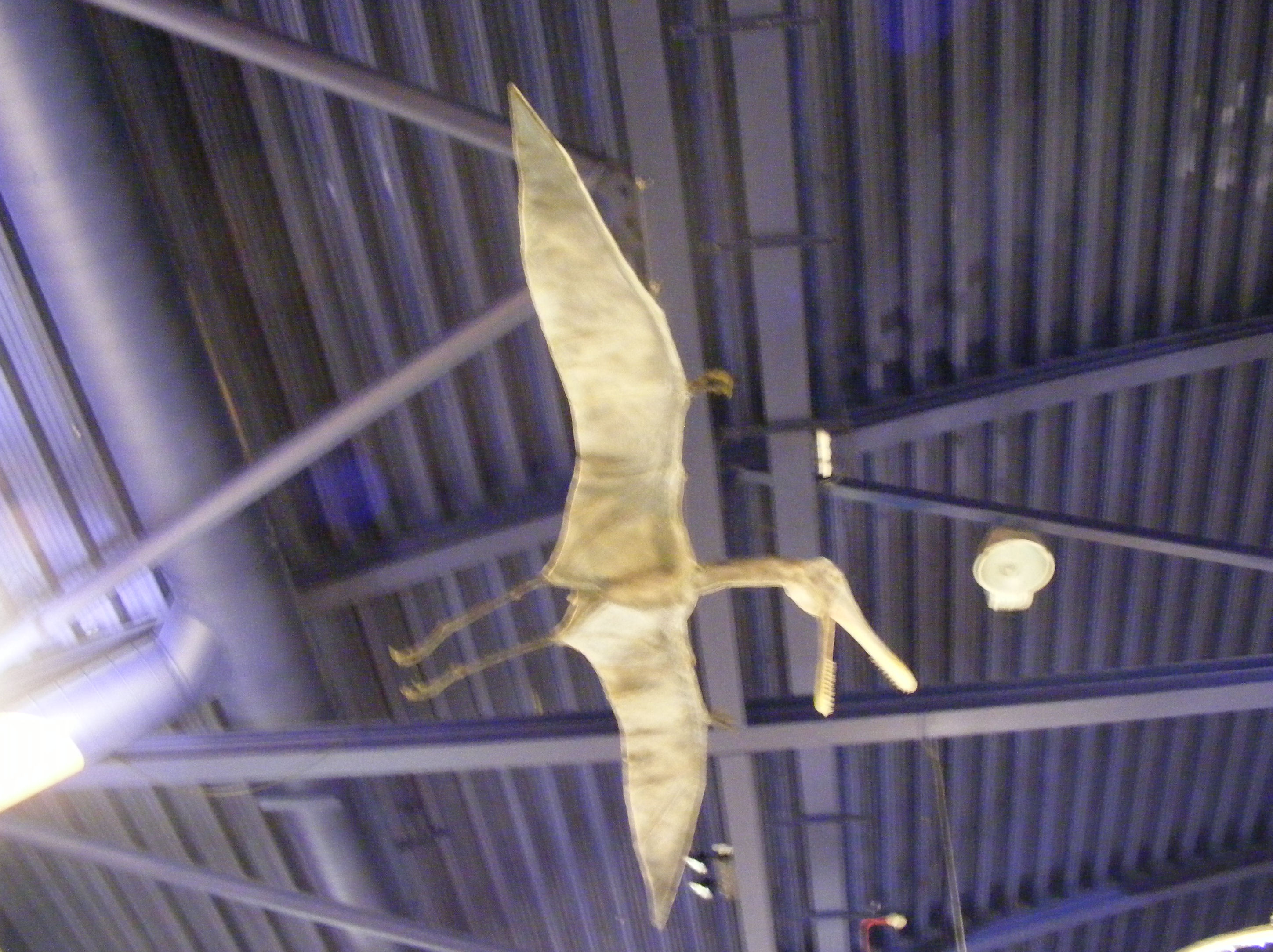
Modelo de Istiodactylus latidens do museu Dinosaur Isle em Sandown, Ilha de Wight, Reino Unido

O crânio do Istiodactylus era relativamente curto e largo em comparação com a maioria dos outros pterossauros, e tinha uma região de focinho curta e baixa na frente das narinas. Grande parte do crânio foi ocupada por grandes fenestras naso-antorbitais (aberturas que combinam a fenestra anterorbital e a narina óssea). Excepcionalmente, essa abertura se estendia além da articulação da mandíbula e na parte posterior da mandíbula. A órbita (cavidade ocular) era reclinada e delgada, e era coberta na frente por uma tuberosidade. A parte posterior do crânio era relativamente alta e a mesa do crânio apresentava uma crista baixa ou saliência na frente. O focinho identificado em 2021 revelou que Istiodactylus tinha uma crista palatina como outros pterossauros, uma característica até então desconhecida neste gênero. A sínfise da mandíbula (onde as duas metades da mandíbula se conectam) era abreviada, e a mandíbula era mais profunda onde os ramos mandibulares (metades da mandíbula) divergiam. A maxila da mandíbula superior era muito delgada e tinha apenas 6–7 milímetros de profundidade. A ponta do bico era arredondada, cega e fortemente desenvolvida.
As pontas das mandíbulas apresentavam um semicírculo de quarenta e oito dentes de tamanho uniforme, triangular e comprimidos lateralmente. Os dentes foram descritos como "semelhantes a pétalas" ou "semelhantes a bisturis". Os dentes tinham coroas pontiagudas e raízes triangulares mais curtas que as coroas. A maioria das coroas dentárias apresentava pontas ligeiramente embotadas ou um tanto desgastadas. As margens das coroas dos dentes não eram serrilhadas, mas apresentavam quilhas tênues. Havia 24 dentes superiores, restritos à parte à frente da narina, e 24 dentes inferiores, restritos à região sinfisária. Os dentes superiores e inferiores se entrelaçavam, formando um contorno "afiado" ou em "zigue-zague". Os dentes anteriores eram próximos e os posteriores mais espaçados, com recessos para os dentes opostos.  Nenhum dente substituto foi encontrado em espécimes de Istiodactylus, ao contrário de outros pterossauros, o que talvez se deva ao fato de que eles romperiam a dentição fortemente intertravada. Uma projeção afiada entre dois dentes na parte frontal média da mandíbula foi descrita como um odontoide (ou "pseudodente"), mas tinha sido anteriormente interpretada como um dente real. O odontoide pode ter sido envolvido por uma cobertura de queratina para que pudesse ocluir com os dentes.
Além do crânio, o esqueleto de Istiodactylus era semelhante ao de outros pterossauros do clado Ornithocheiroidea. A coluna vertebral, os membros anteriores e os ossos do tronco foram pneumatizados por sacos aéreos. Os arcos neurais das vértebras tinham lâminas altas e inclinadas. O notário (estrutura que consiste em vértebras fundidas na região do ombro de alguns pterossauros e pássaros) consistia em seis vértebras-tronco fundidas, com suas espinhas neurais fundidas em uma placa, na qual as omoplatas se articulavam com uma depressão de cada lado. A parte principal do esterno era muito profunda, com uma borda frontal arqueada e uma quilha triangular rasa. As facetas do esterno que entravam em contato com os coracoides eram em forma de sela e dispostas assimetricamente. O úmero (osso do braço) era robusto e tinha uma crista deltopeitoral fortemente curva. Os membros anteriores do gênero eram grandes, até 4,5 vezes mais longos que as pernas. O dedo longo da asa pode ter ocupado 50% do esqueleto da asa. Os membros posteriores eram curtos em comparação com os anteriores e os pés eram tão longos quanto o pequeno terceiro dedo.

## Classificação

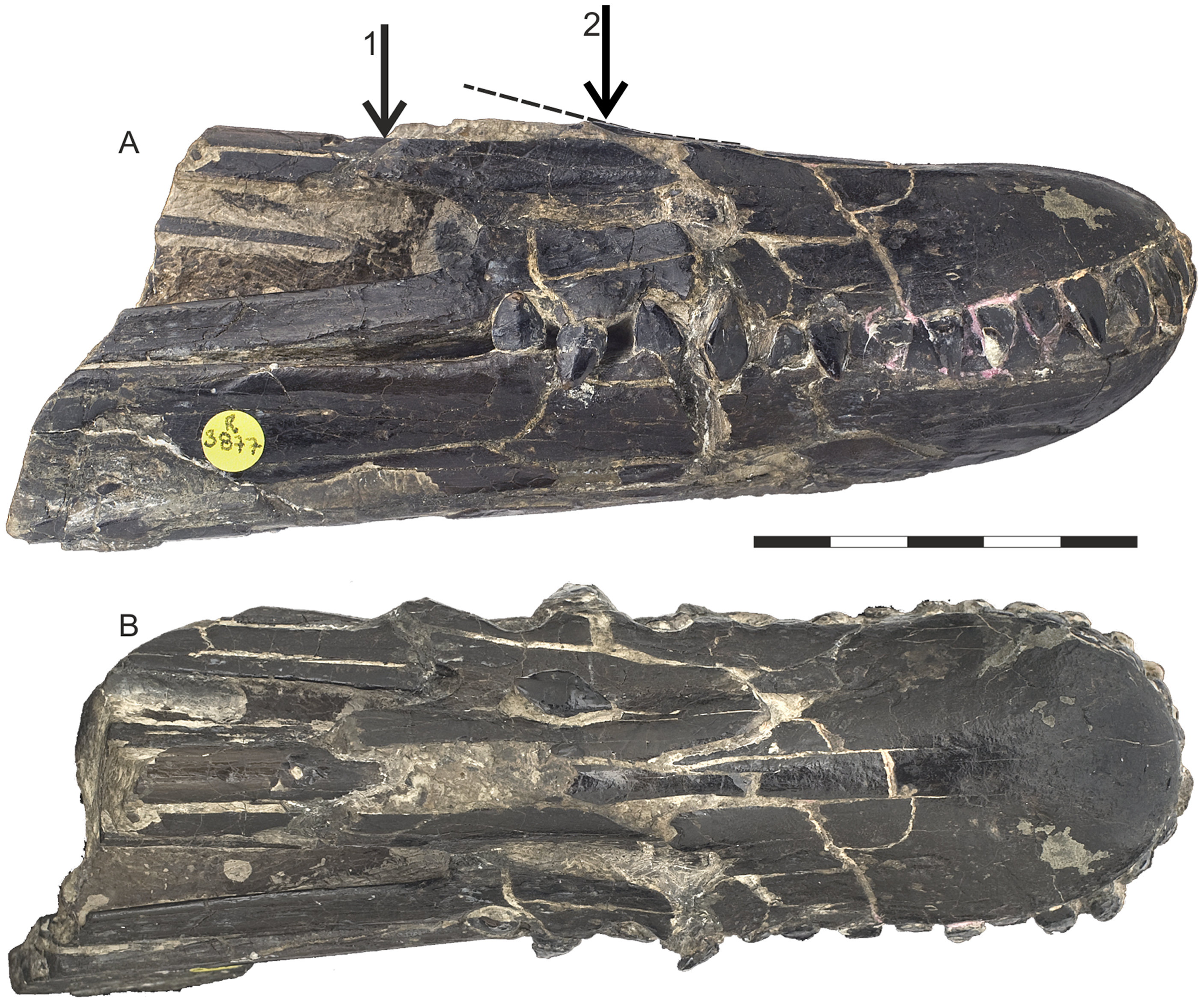
Focinho de NHMUK R3877 mostrado do lado direito e acima

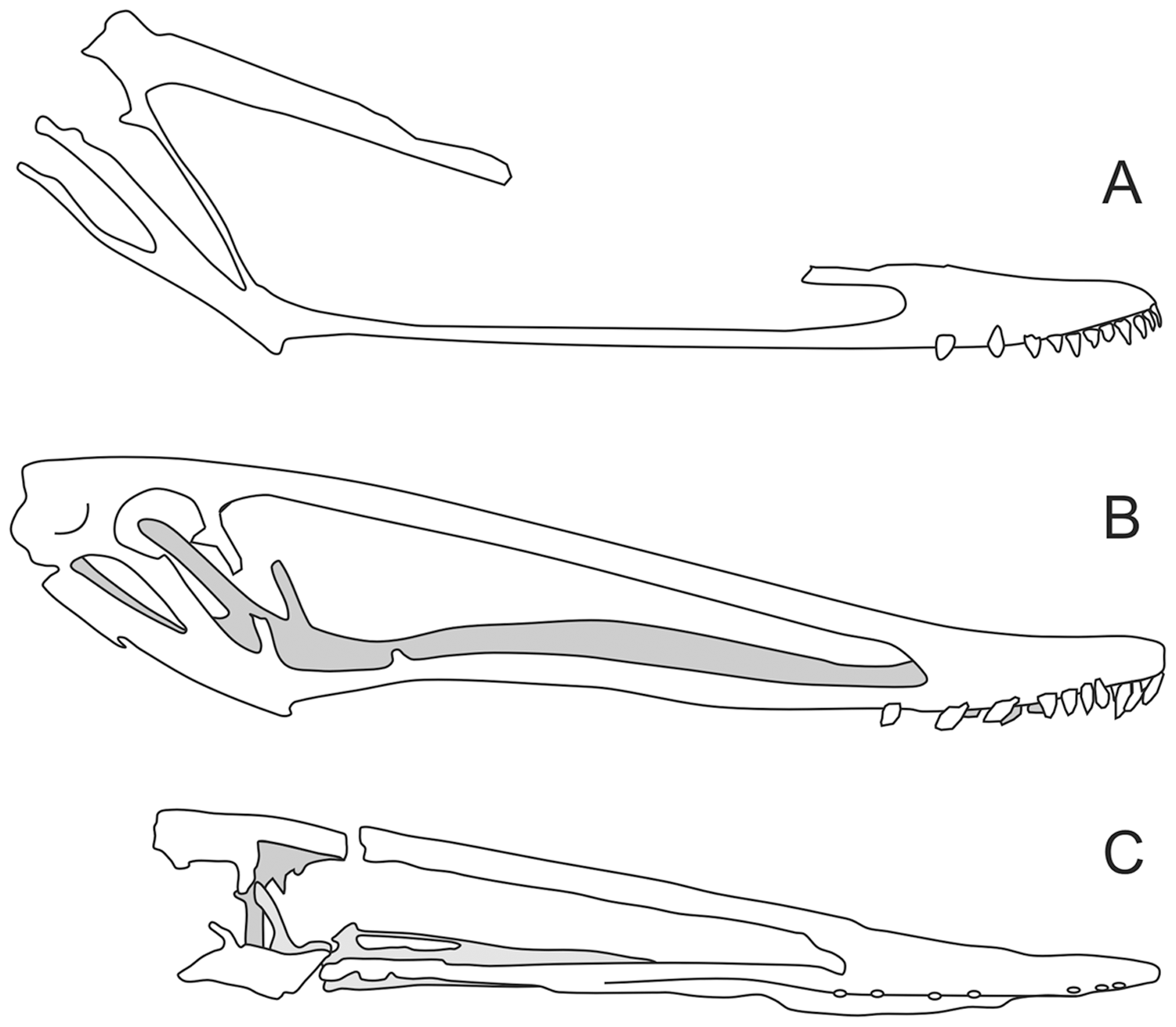
Crânios do gênero Istiodacylus: I. latidens (A), I. sinensis (B) e Nurhachius (C)

Em 1913, Hooley considerou o crânio e os dentes de "O." latidens mais semelhantes aos dos pterossauros Scaphognathus e Dimorphodon, e até mesmo os considerou uma forma modificada do primeiro. Escritores posteriores classificaram-no entre os pterodáctilos de cauda curta e, da década de 1980 em diante, foi geralmente considerado o mais próximo do Ornithocheirus e do Pteranodon, com base em análises filogenéticas computadorizadas. Em 2003, surgiram duas escolas concorrentes de classificação de pterossauros, a de David Unwin e a de Alexander W. Kellner; ambos consideraram que Istiodactylus era membro do grupo Ornithocheiroidea, mas a configuração e o conteúdo exatos desse grupo variaram entre os estudos. Dentro de Ornithocheiroidea, Unwin posicionou Istiodactylidae (que na época consistia apenas no Istiodactylus) agrupado com os Pteranodontidae desdentados, enquanto Kellner achava que a família agrupava com os Anhangueridae com dentes.  Em 2014, Brian Andres e colegas colocaram Istiodactylidae no clado Lanceodontia, que consiste em membros dentados do clado Ornitocheiromorpha, com exclusão de formas como Pteranodon.
Como membros adicionais da família Istiodactylidae foram descobertos apenas no século XXI, com muitas dessas descobertas ocorrendo em rápida sucessão, as inter-relações e o conteúdo exato do grupo ainda não estão claros e precisam ser reavaliados. Em 2014, Andres e colegas colocaram I. latidens, I. sinensis e Liaoxipterus em uma nova subfamília dentro de Istiodactylidae, que eles chamaram de Istiodactylinae. Em 2019, Xuanyu Zhou e colegas concluíram que I. latidens e I. sinensis são táxons irmãos e próximos de Liaoxipterus. No mesmo ano, Kellner e colegas criaram o grupo mais inclusivo Istiodactyliformes para a família Istiodactylidae e seus parentes mais próximos, como a nova família Mimodactylidae, conforme mostrado no cladograma abaixo.
|  | Haopterus gracilis      |
|  |                         |
|  | Mimodactylus libanensis |
|  |                         |

|  | Liaoxipterus brachyognathus                                                       |
|  |                                                                                   |
|  | \| \| Istiodactylus latidens \| \| \| \| \| \| Istiodactylus sinensis \| \| \| \| |
|  |                                                                                   |
|  | Istiodactylus latidens                                                            |
|  |                                                                                   |
|  | Istiodactylus sinensis                                                            |
|  |                                                                                   |

|  | Istiodactylus latidens |
|  |                        |
|  | Istiodactylus sinensis |
|  |                        |

|  | Liaoxipterus brachyognathus                                                       |
|  |                                                                                   |
|  | \| \| Istiodactylus latidens \| \| \| \| \| \| Istiodactylus sinensis \| \| \| \| |
|  |                                                                                   |
|  | Istiodactylus latidens                                                            |
|  |                                                                                   |
|  | Istiodactylus sinensis                                                            |
|  |                                                                                   |

|  | Istiodactylus latidens |
|  |                        |
|  | Istiodactylus sinensis |
|  |                        |

|  | Liaoxipterus brachyognathus                                                       |
|  |                                                                                   |
|  | \| \| Istiodactylus latidens \| \| \| \| \| \| Istiodactylus sinensis \| \| \| \| |
|  |                                                                                   |
|  | Istiodactylus latidens                                                            |
|  |                                                                                   |
|  | Istiodactylus sinensis                                                            |
|  |                                                                                   |

|  | Istiodactylus latidens |
|  |                        |
|  | Istiodactylus sinensis |
|  |                        |

|  | Liaoxipterus brachyognathus                                                       |
|  |                                                                                   |
|  | \| \| Istiodactylus latidens \| \| \| \| \| \| Istiodactylus sinensis \| \| \| \| |
|  |                                                                                   |
|  | Istiodactylus latidens                                                            |
|  |                                                                                   |
|  | Istiodactylus sinensis                                                            |
|  |                                                                                   |

|  | Istiodactylus latidens |
|  |                        |
|  | Istiodactylus sinensis |
|  |                        |

|  | Haopterus gracilis      |
|  |                         |
|  | Mimodactylus libanensis |
|  |                         |

|  | Liaoxipterus brachyognathus                                                       |
|  |                                                                                   |
|  | \| \| Istiodactylus latidens \| \| \| \| \| \| Istiodactylus sinensis \| \| \| \| |
|  |                                                                                   |
|  | Istiodactylus latidens                                                            |
|  |                                                                                   |
|  | Istiodactylus sinensis                                                            |
|  |                                                                                   |

|  | Istiodactylus latidens |
|  |                        |
|  | Istiodactylus sinensis |
|  |                        |

|  | Liaoxipterus brachyognathus                                                       |
|  |                                                                                   |
|  | \| \| Istiodactylus latidens \| \| \| \| \| \| Istiodactylus sinensis \| \| \| \| |
|  |                                                                                   |
|  | Istiodactylus latidens                                                            |
|  |                                                                                   |
|  | Istiodactylus sinensis                                                            |
|  |                                                                                   |

|  | Istiodactylus latidens |
|  |                        |
|  | Istiodactylus sinensis |
|  |                        |

|  | Liaoxipterus brachyognathus                                                       |
|  |                                                                                   |
|  | \| \| Istiodactylus latidens \| \| \| \| \| \| Istiodactylus sinensis \| \| \| \| |
|  |                                                                                   |
|  | Istiodactylus latidens                                                            |
|  |                                                                                   |
|  | Istiodactylus sinensis                                                            |
|  |                                                                                   |

|  | Istiodactylus latidens |
|  |                        |
|  | Istiodactylus sinensis |
|  |                        |

|  | Liaoxipterus brachyognathus                                                       |
|  |                                                                                   |
|  | \| \| Istiodactylus latidens \| \| \| \| \| \| Istiodactylus sinensis \| \| \| \| |
|  |                                                                                   |
|  | Istiodactylus latidens                                                            |
|  |                                                                                   |
|  | Istiodactylus sinensis                                                            |
|  |                                                                                   |

|  | Istiodactylus latidens |
|  |                        |
|  | Istiodactylus sinensis |
|  |                        |

Todos os restos de pterossauros do gênero são conhecidos de depósitos no Hemisfério Norte, que datam dos andares Barremiano-Aptiano do período Cretáceo Inferior. Eles se distinguem de outros pterossauros por características como o formato e a posição dos dentes, focinhos largos, órbitas estreitas e grandes fenestras nasoantorbitais.  Além de representantes do gênero na China, os dentes indicam a presença do grupo na Espanha e em outras partes do Reino Unido. Acredita-se agora que dois fósseis da América do Norte, antes considerados semelhantes aos Istiodactylus, foram identificados incorretamente; um fragmento de mandíbula da Formação Morrison provavelmente pertence a outro grupo de pterossauros, e Gwawinapterus é provavelmente um peixe. Mimodactylus do Líbano é o primeiro istiodactyliforme conhecido do supercontinente Gondwana.

## Paleobiologia

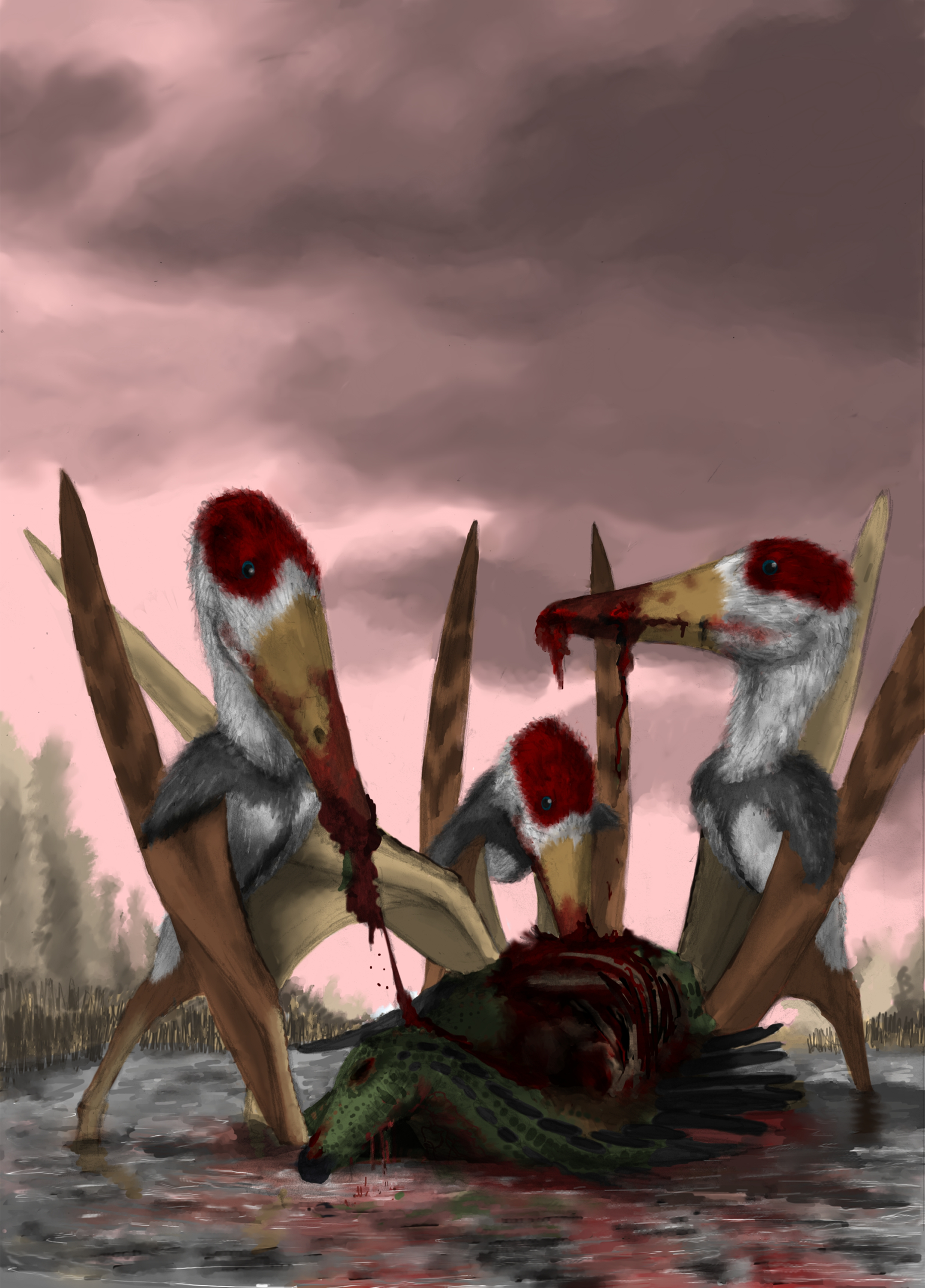
Representação de um grupo alimentando-se de uma carcaça de estegossauro em um leito raso de rio, por Witton, 2012

Com base em sua reconstrução de mandíbula longa de 1913, Hooley considerou que o bico de Istiodactylus era semelhante ao de pássaros como garças, cegonhas e talha-mares, e sugeriu que o mesmo se alimentava de peixes, ocasionalmente mergulhando na água em busca de presas. Em 1991, o paleontólogo alemão Peter Wellnhofer comparou as extremidades frontais das mandíbulas de Istiodactylus com as de um pato, embora observasse que não era um "pterossauro de bico de pato" (como é popularmente chamado), devido aos seus dentes fortes. Ele sugeriu que os dentes entrelaçados alternadamente e o focinho largo indicavam um animal comedor de peixe. Howse e colegas descobriram que os dentes característicos indicavam uma dieta ou técnica de alimentação especializadas e, em vez disso, sugeriram que poderiam ter sido usados para remover pedaços de carne de presas ou carcaças na forma de um "cortador de biscoitos" ou mordendo e torcendo o crânio . Eles também apontaram que o animal era conhecido em leitos continentais e, portanto, pode ter sido um necrófago semelhante a abutres ou cegonhas-marabu. Em 2010, Attila Ősi concordou que Istiodactylus era capaz de cortar carne dessa forma, mas acrescentou que não seria capaz de processar alimentos com dentes precisamente ocluídos.
Em 2012, Witton apontou que os dentes do Istiodactylus eram diferentes dos dentes aumentados e recurvados dos pterossauros, como os membros da subordem Rhamphorhynchoidea e da infraordem Eupterodactyloidea, ideais para a obtenção de presas escorregadias. Em vez disso, os dentes "afiados" seriam mais adequados para cortar alimentos do que para pegar peixes. Witton também discutiu uma tese de Ph.D. não publicada do paleontólogo alemão Michael Fastnacht, em que cálculos biomecânicos previam que o Istiodactylus se alimentava com filtro de maneira semelhante aos patos. Witton descobriu que Fastnacht havia reconstruído o crânio incorretamente, por exemplo tornando o rostro muito largo e as mandíbulas muito longas, resultando em uma semelhança enganosa com o crânio de um pato. Salientando que as mandíbulas eram diferentes dos bicos largos, achatados e espatulados de patos e que os dentes não eram adequados para alimentação com filtro, ele descartou a ideia de um estilo de vida semelhante ao do pato para Istiodactylus.
Witton elaborou em 2012 e 2013 a ideia de que Istiodactylus era um necrófago. Os pássaros necrófagos têm um mosaico de elementos fortes e fracos em seus crânios; eles não precisam lutar com suas presas, mas precisam ser capazes de rasgar e puxar pedaços de cadáveres. Essas aves também têm olhos relativamente pequenos em comparação com as aves predadoras, pois não precisam procurar animais que se escondem ou fazer ataques criteriosos às suas presas. Istiodactylus parecia ter tido grandes músculos da mandíbula e, portanto, uma mordida forte, e o crânio era profundo, o que teria ajudado a resistir à flexão ao puxar a carne. Os ossos individuais do crânio eram delgados e rasos, e as fileiras de dentes curtas, o que indica que Istiodactylus não tinha as características necessárias para a predação e não precisava subjugar as presas que lutavam. Juntas, essas características indicam que Istiodactylus se alimentava de presas grandes que necessitavam de mandíbulas fortes para o processamento, mas também estavam imóveis o suficiente para que a tensão nas mandíbulas e no crânio pudesse ser controlada durante a alimentação. Os olhos do Istiodactylus também parecem ter sido proporcionalmente pequenos, em comparação com os pterossauros que se presume terem sido predadores (como os da família Ornithocheiridae). Witton concluiu que, entre os pterossauros, o Istiodactylus parece ter sido o mais bem adaptado para um estilo de vida de necrofagia. Ele imaginou que os Istiodactylus teriam que recuar de uma carcaça se carnívoros mais poderosos fossem atraídos por ela, mas voltariam para terminar os restos mortais quando esses animais estivessem saciados.
Em 2014, Martill sugeriu que o odontoide na ponta da mandíbula inferior do Istiodactylus servia para preencher o espaço onde nenhum dente estava presente. Isso completava uma mordida em forma de arco que teria sido necessária para cortar pedaços que, de outra forma, permaneceriam presos por um fio. Martill afirmou que poucos outros animais são conhecidos com dentes semelhantes aos de Istiodactylus, mas apontou a semelhança com vários tipos de tubarões e répteis, incluindo o Isistius brasiliensis, que dá mordidas circulares em peixes e também em presas muito maiores do que ele (incluindo baleias). Istiodactylus também pode ter dado mordidas circulares em presas maiores do que ele (como dinossauros e crocodilos), mas talvez também em peixes, por exemplo mordendo suas costas perto da superfície da água. Martill afirmou que havia muitas diferenças entre o crânio de Istiodactylus e os necrófagos existentes, como a falta de um bico pontiagudo e afiado, o que pode tê-lo tornado menos capaz de rasgar carne, mas o pescoço longo pode ter fornecido força suficiente para puxar, e as garras nos dedos podem ter sido usadas para manipular carcaças. Martill concordou que Istiodactylus era provavelmente um necrófago que usava seus dentes robustos para raspar carne dos ossos, como indicado pelas facetas desgastadas nas pontas dos dentes (ele propôs que as marcas de arranhões deveriam ser procuradas em ossos de dinossauros). Ele também sugeriu que se eles estavam raspando a última carne de uma carcaça, como as cegonhas de marabu, eles tinham ficado no final da fila para ter acesso a ela. Em 2010, Jordan Bestwisck e colegas consideraram que Istiodactylus era um consumidor compulsório de animais vertebrados, provavelmente um carnívoro, uma vez que ele se posicionava mais próximo dos répteis carnívoros em uma análise da textura do microdesgaste dental.

### Locomoção

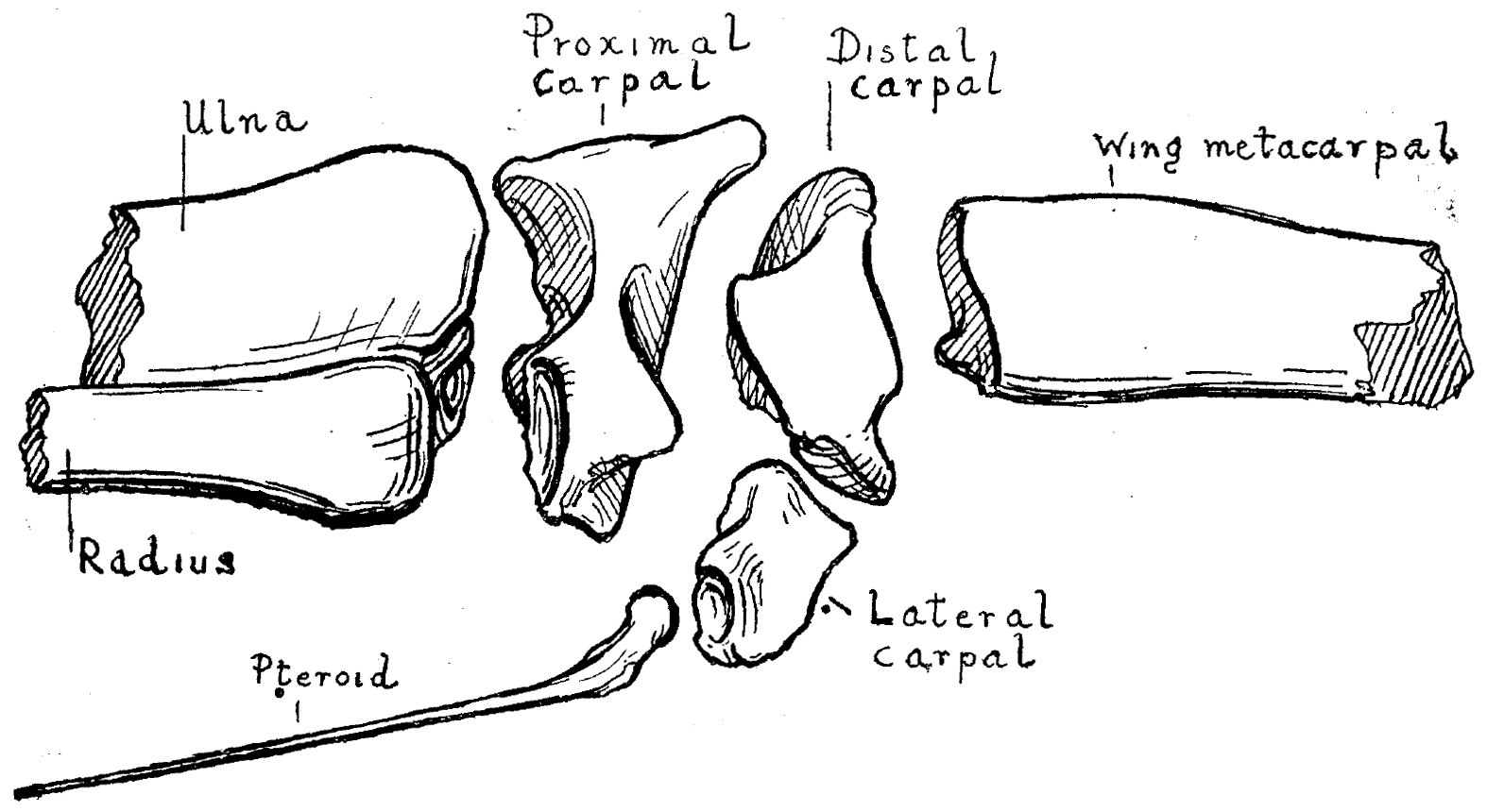
Ossos desarticulados do punho, conforme mostrado por Hankin e Watson, 1914

Elementos da asa de Istiodactylus foram usados para modelar a mecânica da asa de pterossauros por Ernest H. Hankin e David M. S. Watson em 1914, e por Cherrie D. Bramwell e George R. Whitfield em 1974, mas os detalhes do desempenho de voo dos membros do gênero não foram estudados. Witton sugeriu que os membros da família Istiodactylidae teriam sido voadores poderosos, devido a uma área ampliada para fixações de musculatura descendente e ossos peitorais superiores bem desenvolvidos. Eles provavelmente passavam muito tempo no ar. Os membros do gênero Istiodactylus tinham as membranas das asas conectadas ao corpo encurtado, pernas curtas e membros anteriores longos, que podem ter criado asas grandes com alongamento alto e baixa carga alar.  As asas do Nurhachius foram comparadas com as das aves planadoras modernas (que voam sem bater muito as asas), e podem ter sido ideais para planar com baixa energia, o que é necessário na busca de carniça. O voo é muito importante para os pássaros carniceiros, pois os ajuda a localizar, alcançar e comer carcaças antes de essas serem encontradas por carnívoros terrestres. As asas dos membros da família Istiodactylidae parecem ter sido mais curtas do que as de outros membros do clado Ornitocheiromorpha, que podem ter sido mais adaptados para planar sobre o oceano; suas asas podem ter sido mais adequadas para decolar e aterrissar. Pássaros modernos que planam sobre o solo têm asas mais curtas e profundas do que aquelas que planam sobre o oceano; a forma da asa dos Istiodactylidae indica que eles podem ter preferido locações terrestres.
Witton também descobriu que devido à sua musculatura de voo relativamente mais leve, os pterossauros da família Istiodactylidae foram adaptados para levantarem voo do solo, como abutres, em vez de fazê-lo da água como outros do clado Ornithocheiroidea. Ele também considerou o fato de que os fósseis destes são encontrados principalmente em depósitos sedimentares que representam água doce ou salobra, que receberam muitos insumos terrestres, evidência que sustenta a ideia de que eles se alimentavam em terra. Witton achou improvável que os membros do gênero Istiodactylus e seus parentes fossem especialmente proficientes no solo, devido a seus membros desproporcionais e apêndices pequenos, embora pudessem ter músculos da coxa relativamente grandes. Ele também achou os pés muito pequenos em relação ao tamanho do corpo para serem usados em escalada ou suspensão, como havia sido sugerido anteriormente.

## Paleoambiente
O Istiodactylus foi conhecido na Formação Wessex e na Formação Vectis, mais jovem e sobreposta do Grupo Wealden na Ilha de Wight. Essas formações datam dos estágios Barremiano e Aptiano do Cretáceo Inferior, cerca de 120 milhões de anos atrás. É incerto de qual dessas formações o primeiro espécime conhecido foi coletado, mas pode ter sido na Formação Wessex, onde dentes isolados de Istiodactylus foram encontrados. A Formação Wessex consiste em estratos fluviais (associados a rios) e foi depositada em um sistema fluvial de cinturão de meandros que fluía de oeste para leste e ocupava a Bacia de Wessex. Os espécimes de Hooley eram da Formação Vectis; esses espécimes são incrustados em pirita, o que é típico de fósseis de lá. A Formação Vectis consiste em depósitos costeiros e próximos à costa, que foram depositados em um ambiente dominado pelas marés. Durante o Cretáceo Inferior, o sul da Inglaterra tinha uma temperatura média na faixa de 20 a 25 °C (68 a 77 °F).  A Formação Wessex tinha um clima semiárido semelhante ao da região mediterrânea moderna.
A vegetação da Formação Wessex era semelhante a savana ou chaparral e incluía Caytoniales, cicadáceas, ginkgos, coníferas e angiospermas. Outros pterossauros da Formação Wessex incluem Caulkicephalus, "Ornithocheirus nobilis" (que é considerado uma espécie duvidosa), um membro indeterminado do clado Ctenochasmatidae, um membro do clado Azhdarchoidea e um ou dois outros membros indeterminados do clado Istiodactylidae. Essa diversidade é comparável à observada em outras partes do mundo durante o Cretáceo Inferior, e a falta de pterossauros desdentados pode ser devida ao viés de preservação. Os dinossauros da Formação Wessex incluem os terópodes Ornithodesmus, Neovenator, Aristosuchus, Thecocoelurus e Calamospondylus; os ornitópodes Iguanodon, Hypsilophodon e Valdosaurus; os saurópodes Pelorosaurus e Chondrosteosaurus; e o anquilossauro Polacanthus. Outros animais incluem gastrópodes, bivalves, peixes ósseos, chondrichthyes, lissanfíbios, lagartos, tartarugas, crocodilos, pássaros e mamíferos.